# Оксид ванадію(V)
Окси́д вана́дію(V), вана́дій(V) окси́д — неорганічна сполука ряду оксидів складу V2O5. За звичайних умов — жовто-коричневий порошок, малорозчинний у воді. Речовина є токсичною. Проявляє амфотерні властивості з переважанням кислотних.
Оксид ванадію — найважливіша ванадієвмісна сполука. Він застосовується у виготовленні каталізаторів, спеціального скла, пігментів. 

## Поширення у природі

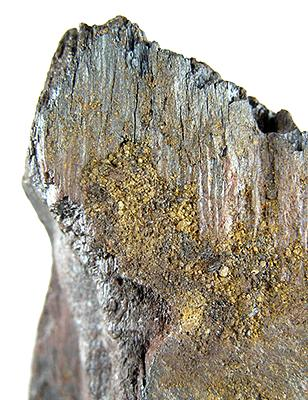
Навахоїт

Оскільки оксид ванадію легко утворює гідрати, у мінеральних покладах він перебуває саме у сполученні з водою — для нього відомі гідрати алаїт V2O5·H2O і навахоїт V2O5·3H2O.
Також він входить до складу природних ванадатів: ванадиніту 3Pb3(VO4)2·PbCl2, карнотиту K2(UO2)2[VO4]2·3H2O, деклуазиту (Zn,Cu)Pb(VO4)(OH), ферваніту FeVO4·2H2O, пухериту BiVO4 тощо.

## Фізичні властивості
Оксид ванадію — отруйний порошок без запаху і смаку. Його колір коливається від помаранчево-жовтого до цегляно-коричневого. При охолодженні з рідкого стану він кристалізується у червонуваті ромбічні голки за слабкими парамагнітними властивостями.
Оксид ванадію займає проміжне положення у порівнянні з вищими оксидами 4 і 6 груп свого періоду — TiO2 і CrO3. Зокрема, він є менш температурно стійким, аніж оксид титану, і стійкішим за оксид хрому.

## Отримання
Основним способом синтезу оксиду ванадію є термічне розкладання ванадатів амонію на повітрі:
{\displaystyle \mathrm {2(NH_{4})_{3}VO_{4}{\xrightarrow {600-600^{o}C}}\ V_{2}O_{5}+6NH_{3}+3H_{2}O} }
{\displaystyle \mathrm {2NH_{4}VO_{3}{\xrightarrow {500-550^{o}C}}\ V_{2}O_{5}+2NH_{3}+H_{2}O} }
Також застосовується спалювання порошку ванадію у струмені кисню під тиском:
{\displaystyle \mathrm {4V+5O_{2}{\xrightarrow {400-500^{o}C}}\ 2V_{2}O_{5}} }
Менш поширеними способами є термічне розкладання і гідроліз сполук ванадилу:
{\displaystyle \mathrm {2(VO)SO_{4}{\xrightarrow {520-530^{o}C}}\ V_{2}O_{5}+SO_{2}+SO_{3}} }
{\displaystyle \mathrm {VOCl_{3}+3H_{2}O\leftrightarrows V_{2}O_{5}+6HCl} }

## Хімічні властивості
Оксид ванадію(V) є відносно малостійким оксидом, при нагріванні він плавиться і розкладається — із утворенням оксиду ванадію(IV):
{\displaystyle \mathrm {2V_{2}O_{5}{\xrightarrow {700-1250^{o}C}}\ 4VO_{2}+O_{2}} } (домішки V6O13)

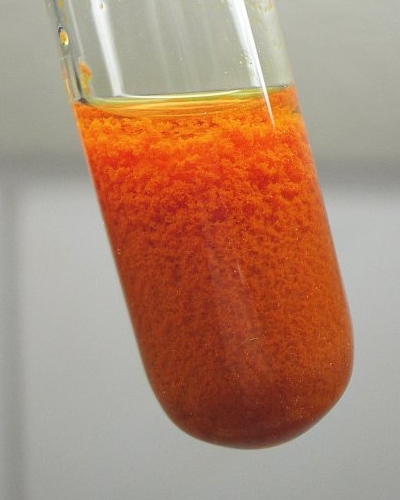
Осад гідрату оксиду

Він практично не реагує з водою, із розчину осаджується у вигляді гідрату V2O5·nH2O (n=1, 2, 3).
{\displaystyle \mathrm {5V_{2}O_{5}+3H_{2}O\leftrightarrows H_{2}V_{10}O_{28}^{4-}+4H^{+}} }
У взаємодіях оксид проявляє амфотерні властивості, зі значною перевагою кислотних. V2O5 є більш кислотним оксидом і сильнішим окисником, ніж сусідній оксид титану(IV), але слабшим, ніж оксид хрому(VI).
{\displaystyle \mathrm {V_{2}O_{5}+6HCl_{(conc.)}{\xrightarrow {boling}}\ 2VOCl_{2}+Cl_{2}+3H_{2}O} }
{\displaystyle \mathrm {2V_{2}O_{5}+4H_{2}SO_{4(conc.)}{\xrightarrow {boiling}}\ 4(VO)SO_{4}+O_{2}+4H_{2}O} }
{\displaystyle \mathrm {V_{2}O_{5}+3H_{2}SO_{4}{\xrightarrow {boiling}}\ V_{2}(SO_{4})_{3}+SO_{2}+3H_{2}O} }
{\displaystyle \mathrm {V_{2}O_{5}+HNO_{3(conc.)}\longrightarrow \ 2(VO_{2})NO_{3}+H_{2}O} }
{\displaystyle \mathrm {2V_{2}O_{5}+6NaOH\longrightarrow 2Na_{3}VO_{4}+3H_{2}O} }
{\displaystyle \mathrm {V_{2}O_{5}+Na_{2}CO_{3(conc.)}{\xrightarrow {boiling}}\ 2NaVO_{3}+CO_{2}\uparrow } }
Окрім катіонів ванадилу у сильнокислих розчинах і ортованадат-аніонів у сильнолужних, у розчинах проміжної кислотності можуть також утворюватися частинки (VO3)-, (HVO4)2-, (V3O9)3-, (V4O12)5-, (V10O28)6- та інші.
При нагріванні оксид взаємодіє з воднем, хлором, телуром, оксидом сірки(IV):
{\displaystyle \mathrm {V_{2}O_{5}+2H_{2}{\xrightarrow {400-500^{o}C}}\ V_{2}O_{3}+2H_{2}O} }
{\displaystyle \mathrm {2V_{2}O_{5}+6Cl_{2}\xrightarrow {650^{o}C} \ 4VOCl_{3}+3O_{2}} }
{\displaystyle \mathrm {V_{2}O_{5}+Te{\xrightarrow {t}}\ V_{2}O_{3}+TeO_{2}} }
{\displaystyle \mathrm {V_{2}O_{5}+SO_{2}{\xrightarrow {400-500^{o}C}}\ 2VO_{2}+SO_{3}} }
Остання реакція є важливою стадією у каталітичному виробництві сульфатної кислоти.
Ванадій з оксиду відновлюється лише при дії кальцію, тоді як з алюмінієм утворюється сплав V—Al.
{\displaystyle \mathrm {V_{2}O_{5}+5Ca{\xrightarrow {950^{o}C}}\ 2V+5CaO} }
Важливим ванадієвмісним сплавом є ферованадій, котрий добувають спільним відновленням V2O5 і Fe2O3:
{\displaystyle \mathrm {V_{2}O_{5}+F_{2}O_{3}+8C{\xrightarrow {1000^{o}C}}\ 2(Fe,V)+8CO} }

## Токсичність
Оксид ванадію(V) є небезпечним. Його вдихання серйозно подразнює дихальні шляхи, що може супроводжуватися задишкою і астмою, негативним впливом на легені. Проковтування речовини є потенційно смертельним, потрапивши до організму, вона впливає на ЦНС. При контакті за шкірою може спостерігатися алергічна реакція. Оксид ванадію класифікується як потенційний канцероген.

## Застосування
Оксид ванадію широко використовується в ролі каталізатору для гомогенного і гетерогенного каталізу — у виробництві сульфатної кислоти, фталевого і малеїнового ангідридів, адипінової та акрилової кислот. Також незначні кількості йдуть на отримання щавелевої кислоти й антрахінону.
Він є складовою спеціального скла, що затримує ультрафіолетове випромінювання, також застосовується у виготовленні пігментів (жовтого SnO2/V2O5 і синього ZrO2/V2O5) та як антистатичний шар у фотографічних матеріалах.